# Alima Ouattara
Sinaly Alima Ouattara (1º febbraio 1988) è un'ex astista ivoriana.

## Biografia
Nata in Costa d'Avorio, Outtara si è trasferita da giovane in Francia dove ha iniziato a praticare il salto con l'asta dal 2007 nelle competizioni francesi. Nel 2010, ha debuttato con la nazionale seniores del paese africano, gareggiando in Kenya ai Campionati africani, vincendo una medaglia di bronzo, la prima di varie medaglie conquistate soprattutto in ambito regionale. Infatti, Outtara ha vinto per la Costa d'Avorio una medaglia d'argento ai Giochi panafricani in Mozambico nel 2011, a cui quattro anni più tardi ha fatto seguito un bronzo in Congo.
A livello extra-continentale ha preso parte ai Giochi della Francofonia nel 2017, terminando sesta.

## Record nazionali
- Salto con l'asta: 3,80 m ( Aulnay-sous-Bois, 9 luglio 2014)
- Salto con l'asta indoor: 3,70 m ( Bordeaux, 19 marzo 2011)

## Palmarès
| Anno | Manifestazione           | Sede        | Evento           | Risultato | Prestazione | Note |
| ---- | ------------------------ | ----------- | ---------------- | --------- | ----------- | ---- |
| 2010 | Campionati africani      | Nairobi     | Salto con l'asta | Bronzo    | 3,40 m      |      |
| 2011 | Giochi panafricani       | Maputo      | Salto con l'asta | Argento   | 3,20 m      |      |
| 2012 | Campionati africani      | Porto-Novo  | Salto con l'asta | 5ª        | 3,20 m      |      |
| 2014 | Campionati africani      | Marrakech   | Salto con l'asta | 5ª        | 3,50 m      |      |
| 2015 | Giochi panafricani       | Brazzaville | Salto con l'asta | Bronzo    | 3,40 m      |      |
| 2016 | Campionati africani      | Durban      | Salto con l'asta | 4ª        | 3,50 m      |      |
| 2017 | Giochi della Francofonia | Abidjan     | Salto con l'asta | 6ª        | 3,40 m      |      |